# بيل مالوري
بيل مالوري (بالإنجليزية: Bill Mallory)‏ هو لاعب كرة قدم أمريكية أمريكي، ولد في 20 مايو 1935 في ساندوسكي في الولايات المتحدة، وتوفي في 25 مايو 2018.